# Slowakische Höhlenverwaltung
Die Slowakische Höhlenverwaltung (slowakisch Správa slovenských jaskýň, abgekürzt SSJ) ist eine Naturschutzbehörde und Fachorganisation des Umweltschutzes der Slowakischen Republik. Der Sitz ihrer Verwaltung befindet sich in Liptovský Mikuláš. Die Slowakische Höhlenverwaltung wurde 1970 als Organisation mit professioneller Ausrichtung gegründet, 1990 reorganisiert und liegt seit 2008 in der Zuständigkeit des Umweltministeriums.

## Vorgeschichte
Im Jahr 1981 bildete sich in Bratislava aus dem Zusammenschluss der Slowakischen Höhlenverwaltung und der Naturschutzabteilung des Slowakischen Instituts für Denkmalpflege und Naturschutz (Slovenského ústavu pamiatkovej starostlivosti a ochrany prírody) das Staatliche Naturschutzamt (Ústredie štátnej ochrany prírody).
Nach dem Fall des Eisernen Vorhangs überführte man 1990 die Höhlenverwaltung wieder in eine eigenständige Institution. Sie wurde 2008 in den Staatlichen Naturschutzdienst der Slowakischen Republik (Štátnej ochrany prírody Slovenskej republiky, Sitz in Banská Bystrica) eingegliedert.

## Aufgaben
Die Behörde ist im Rahmen der Umwelt- und Naturschutzaufgaben für alle 7100 bekannten Höhlen des Landes zuständig. Die meisten Höhlen befinden sich im Slowakischen Karst. Auf Grundlage des Gesetzes Nr. 287/1994 von der Národná rada der Slowakischen Republik über den Natur- und Landschaftsschutz ist jede Höhle im Land als Naturdenkmal eingestuft.
Die Slowakische Höhlenverwaltung erfüllt Aufgaben auf den Gebieten des Umweltschutzes, des Höhlenbetriebes, zu ihrer Erschließung und für weitere Nutzungsmöglichkeiten der Höhlen. Das schließt insbesondere die Nutzbarkeit von unterirdischen Räumlichkeiten und Anlagen sowie die Zugänglichkeit der Eingangsbereiche der Höhlen ein. Dabei wird das Ziel einer sicheren und nachhaltigen Nutzung verfolgt. Ferner trägt die Slowakische Höhlenverwaltung zur Information über und Pflege der slowakischen Karstlandschaften einschließlich weiterer Höhlen bei. Es werden zudem Lehrpfade angelegt und Schautafeln aufgestellt.
Im Rahmen dieses komplexen Aufgabenprofils bestehen Arbeitsbeziehungen mit mehreren öffentlichen Einrichtungen, wie etwa zum Umweltministerium (Ministerstvo životného prostredia Slovenskej republiky), zur Slowakischen Umweltagentur (Slovenská agentúra životného prostredi), zum Slowakischen Hydrometeorologischen Institut (Slovenský hydrometeorologický ústav), zur Slowakischen Umweltinspektion (Slovenská inšpekcia Životného prostredia), zum Staatlichen Geologischen Institut »Dionýz Štúr« (Štátny geologický ústav Dionýza Štúra), zum Staatlichen Naturschutzamt (Štátna ochrana prírody Slovenskej republiky) und zum Slowakischen Bergbaumuseum (Slovenské banské múzeum).

## Schauhöhlen der Slowakischen Höhlenverwaltung
Die Slowakische Höhlenverwaltung unterhält 12 Schauhöhlen (Stand August 2024), die dadurch den Besuchern zugänglich sind und für die Eintrittsentgelte in unterschiedlicher Höhe erhoben werden.
- Aragonithöhle von Ochtiná
- Demänová-Eishöhle
- Demänová-Freiheitshöhle
- Dobšiná-Eishöhle
- Belianska-Höhle
- Brestovská-Höhle
- Domica-Höhle
- Driny-Höhle
- Bystrá-Höhle
- Höhle von Gombasek
- Höhle von Dolný Harmanec
- Höhle von Važec

## Diverses
Eine slowakische Höhlendatenbank wird vom Slowakischen Museum für Naturschutz und Höhlenforschung (Slovenské múzeum ochrany prírody a jaskyniarstva) in Liptovský Mikuláš geführt. Es ist seit dem 1. Juli 2002 im Auftrag des Umweltministeriums mit der Registrierung von Naturdenkmalen und der Archivierung damit in Verbindung stehender Unterlagen beauftragt.

## Periodika
- Zeitschrift: Aragonit. Vedecký a odborný časopis Správy slovenských jaskýň. Erscheinungsverlauf: seit 1996 zweimal jährlich, ISSN 1335-213X[8]